# ستاره ایشتار

ستاره ایشتار

ستاره ایشتار یا ستاره اینانا نماد میان‌رودانی اینانا الهه سومری باستان و همتای سامی شرقی او ایشتار است. جغد نیز یکی از نمادهای اصلی ایشتار بود. ایشتار بیشتر با سیاره زهره مرتبط است که به ستاره صبح نیز معروف است.

## تاریخچه

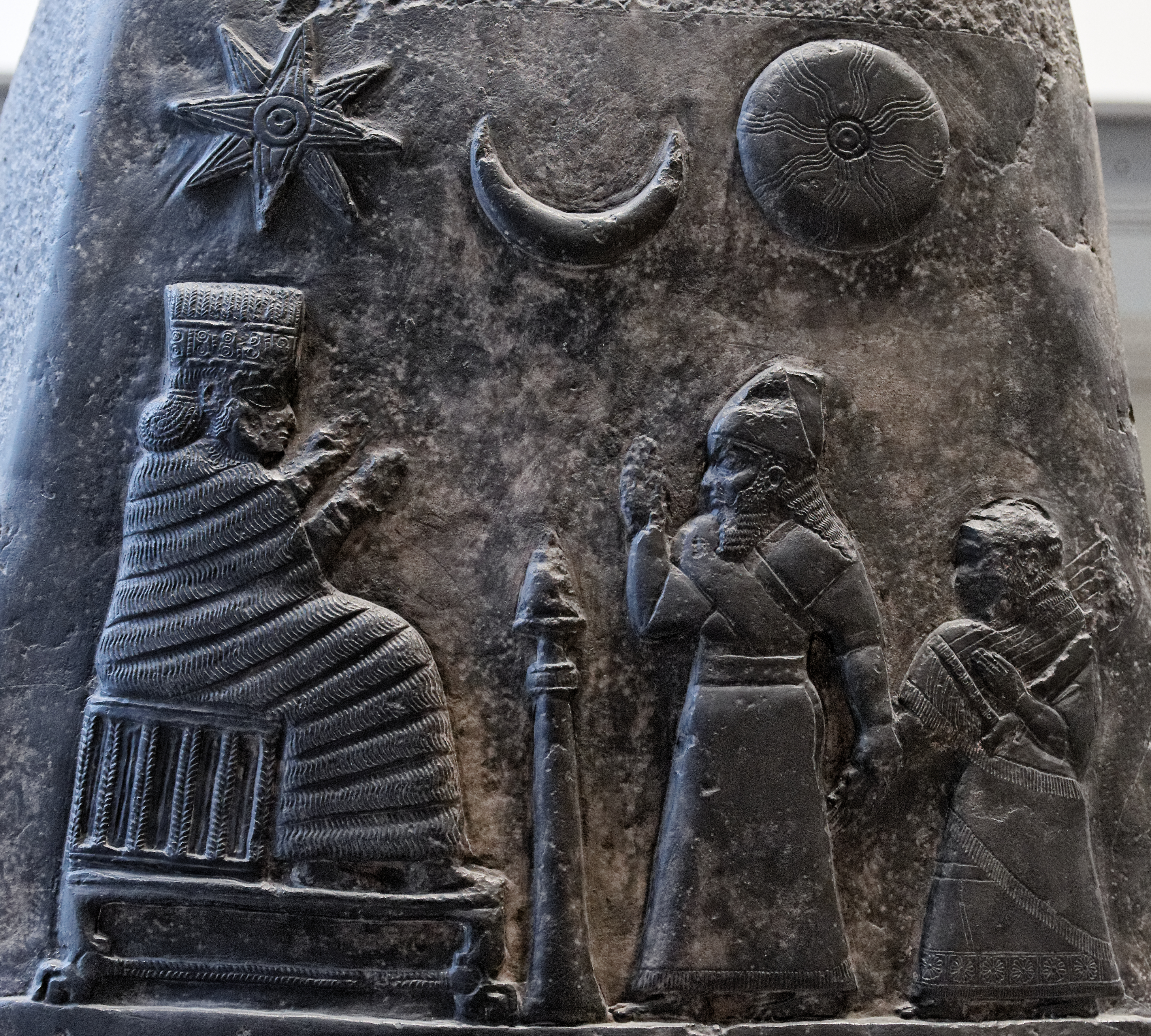
تصویر ستاره ایشتار (سمت چپ) بر روی کودوروی ملی شیپاک دوم (سده دوازدهم پیش از میلاد)

ستاره اینانا معمولاً هشت نقطه دارد، اگرچه تعداد دقیق نقاط گاهی اوقات متفاوت است. ستارگان شش‌پر نیز اغلب رخ می‌دهند، اما معنای نمادین آنها ناشناخته است. ستاره هشت پر رایج‌ترین نماد اینانا بود، و در زمان‌های بعد به رایج‌ترین نماد الهه ایشتار، همتای سامی شرقی اینانا تبدیل شد. به نظر می‌رسد که در ابتدا ارتباطی کلی با آسمان‌ها داشته است، اما، در دوره بابلی قدیم، به‌طور خاص با سیاره ناهید، که ایشتار با آن شناسایی شده بود، مرتبط شد. با شروع در همین دوره، ستاره ایشتار به‌طور معمول در یک دیسک مدور محصور شده بود.
در زمان‌های بعد، برده‌هایی که در پرستشگاه‌های ایشتار کار می‌کردند، گاهی اوقات با مهر ستاره هشت‌پر علامت گذاری می‌شدند. بر روی سنگ‌های مرزی و مهرهای استوانه‌ای، ستاره هشت پر گاهی در کنار هلال ماه که نماد سین، خدای ماه، و قرص خورشیدی پرتوتابی است که نمادی از شمش، خدای خورشید بود، نشان داده می‌شود.

گل رز یکی دیگر از نمادهای مهم ایشتار بود که در اصل به اینانا تعلق داشت. در دوره نئوآسوری، روزت ممکن است در واقع ستاره هشت پر را گرفت و به نماد اصلی ایشتار تبدیل شد. معبد ایشتار در شهر آشور با گل‌های رز متعددی آراسته شده بود.

## پرچم عراق
- پرچم عراق ۱۹۵۹–۱۹۶۳ با ستاره ایشتار در وسط
- نشان عراق ۱۹۵۹–۱۹۶۵، در دوران ملی‌گرایی قاسم، بر پایه نمادهای باستانی شمش و ایشتار، و از نمادگرایی پان‌عرب پرهیز کرد.

در زبان عربی، این نماد به عنوان (عربی: نجمة عشتار، آوانگاری: najmat eshtar). ستارگان ایشتار و شمش از سال ۱۹۳۲ تا ۱۹۵۹ بر روی نشان پادشاهی عراق نقش بسته بودند.
نسخه ساده شده با پرتوهای قرمز و مرکز زرد از سال ۱۹۵۹ تا ۱۹۶۳ در پرچم عراق گنجانده شد. همچنین از سال ۱۹۵۹ تا ۱۹۶۵ به صورت ترکیبی با خورشید شمش بر روی نشان ملی عراق قرار داشت.

### کتابشناسی
- Black, Jeremy; Green, Anthony (1992), Gods, Demons and Symbols of Ancient Mesopotamia: An Illustrated Dictionary, The British Museum Press, ISBN 0-7141-1705-6
- Collins, Paul (1994), "The Sumerian Goddess Inanna (3400-2200 BC)", Papers of from the Institute of Archaeology, vol. 5, UCL
- Gressmann, Hugo; Obermann, Julian (1928), The Tower of Babel, Jewish Institute of Religion Press, p. 81
- Liungman, Carl G. (2004), Symbols: Encyclopedia of Western Signs and Ideograms, Lidingö, Sweden: HME Publishing, ISBN 978-9197270502